# Беде (Иль и Вилен)
Беде (фр. Bédée) — коммуна на северо-западе Франции, находится в регионе Бретань, департамент Иль и Вилен, округ Ренн, кантон Монфор-сюр-Мё. Расположена в 20 км к западу от Ренна. Через территорию коммуны проходит национальная автомагистраль N12.
Население (2018) — 4 363 человека. 

## История
Археологические раскопки, проведенные на территории Беде, обнаружили доказательства проживания человека в этом месте с бронзового века. Также были обнаружены предметы, относящиеся к галло-римскому периоду. В X веке в Беде был создан мотт, на котором впоследствии построен замок.
Население коммуны поддержало изменения, внесенные Великой Французской революцией, особенно после прекращения террора. Главный революционный праздник — годовщина казни Людовика XVI, сопровождаемая клятвой ненависти к королевству и анархии, отмечается с 1795 года.

## Достопримечательности
- Церковь Святых Петра и Луи конца XIX века
- Живописный пруд Блавон в 1,5 км от Беде

## Экономика
Структура занятости населения:
- сельское хозяйство — 4,2 %
- промышленность — 26,2 %
- строительство — 7,7 %
- торговля, транспорт и сфера услуг — 50,9 %
- государственные и муниципальные службы — 11,0 %

Уровень безработицы (2018) — 6,6 % (Франция в целом —  13,4 %, департамент Иль и Вилен — 10,4 %). 

Среднегодовой доход на 1 человека, евро (2018) — 23 100 (Франция в целом — 21 730, департамент Иль и Вилен — 22 230).

## Демография
Динамика численности населения, чел.

## Администрация
Пост мэра Беде с 2014 года занимает Жозеф Тебо (Joseph Thébault). На муниципальных выборах 2020 года возглавляемый им правый список был единственным.
| Период | Период | Фамилия      | Партия                    | Примечания                                |
| ------ | ------ | ------------ | ------------------------- | ----------------------------------------- |
| 1968   | 1989   | Эдмон Бланше | Союз за народное движение | коммерсант                                |
| 1989   | 2014   | Анни Дави    | Союз за народное движение | фермер, член Регионального совета Бретани |
| 2014   |        | Жозеф Тебо   | Разные правые             | технический специалист                    |